# 戈爾德巴赫河
47°51′12.86″N 12°0′59.63″E / 47.8535722°N 12.0165639°E
戈爾德巴赫河（德語：Goldbach），是德國的河流，位於該國東南部，由巴伐利亞負責管轄，屬於芒法爾河的右支流，河道全長13.2公里，流域面積20.4平方公里，河口處在巴特艾布靈附近。